# Albert Dawes
Albert George Dawes (né le 23 avril 1907 à Frimley Green dans le Surrey et mort le 23 juin 1973 à Goring-by-Sea dans le Sussex) est un joueur de football anglais qui évoluait au poste d'attaquant.
Il était également joueur de cricket.

## Palmarès
| Crystal Palace - Championnat d'Angleterre D3 : - Vice-champion : 1938-39. - Meilleur buteur : 1933-34 (27 buts) et 1935-36 (38 buts). |  | Luton Town - Championnat d'Angleterre D3 (1) : - Champion : 1936-37 (Sud). - Vice-champion : 1937-38 (Sud). |